# 아프리카 군단
아프리카 군단(독일어: Deutsche Afrikakorps, DAK)은 독일 국방군 육군의 북아프리카 전역에 투입되었던 군대이다. 주로 에르빈 롬멜이 지휘했으며 연합군에게 격파되어 해체된다. 1941년 2월 12일부터 1943년 5월 12일까지 활동했다.

## 소속
1. 아프리카 기갑군, 1941년 ~ 1943년
2. 제1군, 튀니지 전역

## 전투 서열

### 최초
- 독일 제15기갑사단
  - 제8기갑연대
  - 제115기갑척탄병연대
  - 제33포병연대
  - 제33구축전차대대
  - 제33정찰대대
- 독일 제21기갑사단
  - 제5기갑연대
  - 제165포병연대
  - 제39구축전차대대
- 제90경사단
  - 제155보병연대
  - 제288특수연대
  - 제190포병연대
  - 제605대전차대대
  - 제21포병연대
  - 제606대공대대
- 독일 제164보병사단
  - 제382보병연대
  - 제433보병연대
  - 제440보병연대
  - 제220포병연대
  - 제220구축전차대대
  - 제220정찰대대

### 튀니지 전역
- 독일 제15기갑사단
  - 제8기갑연대
  - 제115기갑척탄병연대
  - 제33포병연대
  - 제33구축전차대대
  - 제33정찰대대
- 제131기갑사단 첸타우로
  - 제31전차연대
  - 제5저격연대
  - 제14차량화대대
  - 제22차량화대대
  - 제24차량화저격대대
  - 제131 포병연대
  - 제22 차량화보병지원대대
  - 제31차량화공병대대
  - 제차량화대전차대대
  - 제장갑대대
  - 제5오토바이저격대대
- 제1공군엽병여단

## 같이 보기
- 람케 강하엽병여단